# Mauro Rodrigues
Mauro Torres Homem Rodrigues, mais conhecido como Mauro ou Mauro Rodrigues, (Rio de Janeiro, 22 de março de 1932), é um ex-futebolista brasileiro que atuava como zagueiro.

## Carreira
Poucas informações são encontradas sobre Mauro Torres. Alguns poucos blogues alegam que o atleta jogou em: Fluminense(RJ) (1952 a 1953), Botafogo(RJ) (1953), Bonsucesso(RJ) (1954), Santos(SP) (1957) e Santa Cruz (PE).[carece de fontes?]
No livro "Atletas Olímpicos Brasileiros" a autora afirma que Mauro Torres jogou pelo Santos nos anos 50.
Também é possível ver uma nota no jornal "O Globo Esportivo" de 5 de julho de 1952, citando Mauro Torres.
| “ | MAURO - Mauro Torres Homem Rodrigues, zagueiro-central atuando também como marcador de ponta, nasceu no Distrito Federal aos 22 de março de 1932, contando, pois, também 20 anos. É Estudante do curso preparatório. Começou a jogar aos 17 anos pelo Canadá, um pequeno clube da Cidade Nova, indo em 1949, para a equipe juvenil do Fluminense F. C, onde ainda se encontra, agora como aspirante. Foi Campeão Juvenil pelo Fluminense em 1950 e 1951. | ” |